# George Clarke (Architekt)
George Clarke (* 27. Mai 1974 in Sunderland, Vereinigtes Königreich) ist ein britischer Architekt, TV-Moderator, Dozent und Schriftsteller. Bekanntheit erlangte er durch seine Tätigkeit bei den Channel-4-Sendungen The Home Show, The Restoration Man und George Clarke's Amazing Spaces.

## Frühe Jahre
George Clarke wurde 1974 in Sunderland geboren, wuchs aber in der Nähe der benachbarten Stadt Washington (Metropolitan County Tyne and Wear) auf. Seine Mutter Anne arbeitete an der Oxclose Community School, wo Clarke zu Schule ging. Sein Vater, ein Drucker, starb, als George 6 Jahre alt war. Später heiratete seine Mutter erneut. Nach eigenen Angaben war Clarke ein beliebtes, aber sehr schüchternes Kind.
Beide Großväter von George Clarke waren Bauunternehmer. Nachdem Clarke seine Schulferien auf und um die Baustellen herum verbracht hatte, entschied er sich im Alter von 12 Jahren Architekt zu werden:

“There was nothing else I ever wanted to do. When most of the kids were playing with building blocks and pieces of Lego, I was actually on building sites.”

„Es gab nichts anderes, was ich jemals machen wollte. Als die meisten Kinder mit Bausteinen und Legos spielten, war ich tatsächlich auf Baustellen.“

Clarke verließ mit 16 Jahren die Schule und fand eine Anstellung bei dem lokalen Architekten David W. Johnson. In der Folgezeit graduierte er mit einem BTEC in Baukunst (Building and Construction) am Wearside College in Sunderland. Danach erwarb er einen Bachelor of Arts mit First Class Honours in Architektur und einem Nachweis eines Architekturbüros von der Newcastle University, gefolgt von einem Postgraduate-Diplom von Londons Bartlett School of Architecture. Während seiner Studienzeit renovierte er Häuser in der Zeit, die er erübrigen konnte, um finanziell ein Auskommen zu haben.

## Laufbahn

### Architektur
Nach seinem Abschluss im Jahr 1995 arbeitete Clarke bei FaulknerBrowns in Newcastle upon Tyne. Danach trat er eine Anstellung bei dem weltberühmten Architekten Sir Terry Farrell an. Er arbeitete sowohl in London als auch in Hongkong für ihn. 1998 gründete er zusammen mit Bobby Desai sein eigenes Unternehmen clarke:desai. Zu ihren Kunden zählten der britische Musik- und Fernsehproduzent Simon Fuller und der britische Koch Jamie Oliver.
Im Jahr 2011 stieg Clarke aus dem Unternehmen aus und gründete ein neues Unternehmen namens George Clarke + Partners mit 25 Angestellten. Zu jener Zeit machte Clarke folgende Aussage:

“I’ve had a fantastic time at clarke:desai and I’m proud of all the projects we have completed over the years, but, as you can imagine, my media work has taken me in a different direction and I now want to start a new company that isn’t just about architecture, but also covers all aspects of the design, build and property development business.”

„Ich hatte eine fantastische Zeit bei clarke:desai und ich bin stolz auf alle Projekte, welche wir über die Jahre fertiggestellt haben. Aber wie Sie sich vorstellen können, hat meine Medienarbeit mich in eine andere Richtung geführt. Ich möchte jetzt ein neues Unternehmen gründen, welches sich nicht nur mit der Architektur beschäftigt, sondern auch alle Aspekte des Design-, Bau- und Projektentwicklungsgeschäfts umfasst.“

Das Unternehmen beschäftigt sich vor allem mit Sanierungs- und Modernisierungsprojekten, hat aber auch Neubauten entworfen.
Zwischen 2001 und 2003 war Clarke als Gastdozent an der Newcastle University tätig, und 2011 als Gastdozent an der School for the Built Environment von der University of Nottingham.

### Fernsehen
Seine Fernsehlaufbahn kam durch einen Zufall zustande. Clarke hat sich an einen Literaturagent gewandt, nachdem er gebeten wurde ein Buch über Architektur zu schreiben, ohne zu merken, dass die Agentur auch das Fernsehen vertrat. Danach wurde er ersucht Probeaufnahmen für eine neue Channel 5-Sendung namens Build A New Life in the Country zu machen, welche Probleme hatte einen passenden charismatischen Hauptakteur vom Fach zu finden als Frontmann für die Sendung. Clarke wurde schließlich eine Anstellung angeboten, welche er dann annahm. In der Folgezeit moderierte er zwei weitere Sendungen hinsichtlich Immobilien für das Channel 5, bevor er ein Angebot für The Restoration Man von Channel 4 erhielt.
Seit 2004 war er der Hauptmoderator von folgenden Sendungen:
- Sender Channel 5: Property Dreams (2004), Dream Home Abroad (2005) und Build A New Life in the Country (2005–2007)
- Sender Channel 4: The Home Show (seit 2008), The Restoration Man (seit 2010), The Great British Property Scandal (2011), The Great British Property Scandal: Every Empty Counts (2012), George Clarke's Amazing Spaces (seit 2012) und Old House New Home

### Bücher
Clarke ist auch der Verfasser von mehreren erfolgreichen Büchern, darunter: Home Bible und Build a New Life: by Creating Your New Home.

## Privatleben
Clarke lebt in Notting Hill (Westlondon) und ist von seiner Ehefrau, Catriona, geschieden. Das Paar hat drei Kinder: Georgie, Emilio und Iona. Clarke hat sein Haus, welches 1910 erbaut wurde, komplett renoviert. Dabei wandelte er das Innere in ein modernes Haus um, während er bei dem Äußeren sein ursprüngliches Erscheinungsbild restaurierte.
Clarke saß 2007 in der Jury vom Affordable Home Ownership Housing Awards.
Im April 2012 wurde Clarke zum unabhängigen Berater der Regierung ernannt, um zu helfen tausende von leerstehenden Immobilien an Familien zu vermitteln, welche dauerhaft sichere Heime benötigten.
Clarke ist ein Mäzen des Civic-Trust-Awards-Programms. Er ist Repräsentant der Wohnraum- und Obdachlosen-Wohltätigkeitseinrichtung Shelter sowie Building-Community-Repräsentant der Prince's Foundation. Des Weiteren ist er auch ein leidenschaftlicher Unterstützer des englischen Fußballvereins AFC Sunderland.
Clarke hat noch Familie in Blackfell (Washington) und Sunderland. Er besucht das Gebiet zwei- oder dreimal im Jahr.

## Ehrungen
Im Juli 2012 trug Clarke die olympische Fackel durch Camden, nachdem sein Schwager, Swiggy Drummond, welcher ursprünglich dafür vorgesehen war, an Krebs verstarb.
Im Januar 2014 wurde Clarke Ehrenmitglied der Royal Institution of Chartered Surveyors (RICS), eines britischen Berufsverbands von Immobilienfachleuten und Immobiliensachverständigen. Er ist die jüngste Person in der Geschichte der Royal Institution of Chartered Surveyors, welcher diese Ehre zuteilwurde.
Im Juli 2015 wurde ihm der Ehrendoktortitel in Kunst von der Leeds Beckett University verliehen für seinen Beitrag zu den Küsten. Im September 2015 wurde ihm der Ehrendoktortitel in Technologie von der University of Wolverhampton verliehen und im Dezember 2015 ein Ehrendoktortitel von der Northumbria University.